# Bíblia católica

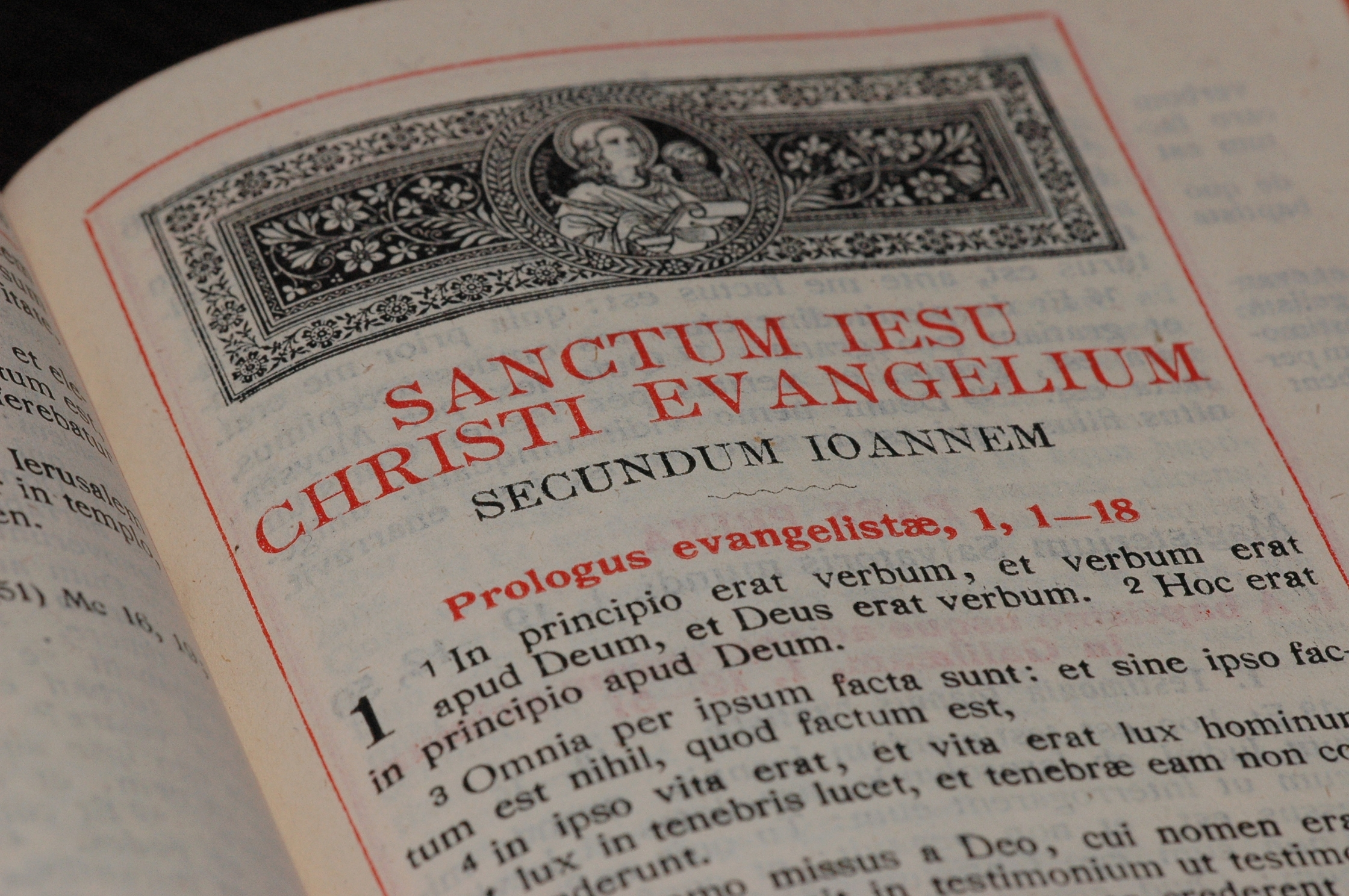
O prólogo do Evangelho de João, Vulgata Clementina, edição de 1922

Uma Bíblia Católica é uma variação da Bíblia cristã que inclui todo o cânone de 73 livros reconhecido pela Igreja Católica, incluindo os deuterocaunônicos — um termo usado por alguns estudiosos e por católicos para denotar os livros (e partes de livros) do Antigo Testamento que são baseados na coleção da Septuaginta grega usada pelos judeus helenísticos.
De acordo com o Decretum Gelasianum (uma obra escrita por um estudioso anônimo entre 519 e 553), o Concílio de Roma (382 d.C.) citou uma lista de livros de escritura apresentados como tendo sido canônicos. Mais tarde, a Igreja Católica afirmou formalmente seu cânon das Escrituras com o Sínodo de Hipona (em 393 d.C.), seguido pelo Concílio de Cartago (397 d.C.), o Concílio de Cartago (419 d.C.), o Concílio de Florença (1.431-d.C.). 1449) e o Concílio de Trento (1545-1563 d.C.) estabelecendo o cânon composto por 46 livros do Antigo Testamento e 27 livros do Novo Testamento para um total de 73 livros na Bíblia Católica.

## Livros incluídos
A Bíblia católica é composta pelos 46 livros do Antigo Testamento (com os livros deuterocanônicos) e os 27 livros do Novo Testamento.

### Antigo Testamento
- Pentateuco: Gênesis, Êxodo, Levítico, Números, Deuteronômio
- Livros históricos: Josué, Juízes, Rute, 1 Samuel, 2 Samuel, 1 Reis, 2 Reis, 1 Crônicas, 2 Crônicas, Esdras, Neemias, Tobias, Judite, Ester, 1 Macabeus, 2 Macabeus
- Livros sapienciais: Jó, Salmos, Provérbios, Eclesiastes, Cântico dos Cânticos, Sabedoria de Salomão, Sirácida ou Eclesiástico
- Livros proféticos: Isaías, Jeremias, Lamentações, Baruque, Ezequiel, Daniel, Oséias, Joel, Amós, Abdias, Jonas, Miquéias, Naum, Habacuque, Sofonias, Ageu, Zacarias, Malaquias

#### Deuterocanônicos
Tobias, Judite, 1 Macabeus e 2 Macabeus, Sabedoria, Sirácida ou Eclesiástico, Baruque, e adições a Ester e Daniel são os livros deuterocanônicos da Bíblia.

### Novo Testamento
- Os Evangelhos: Mateus, Marcos, Lucas, João
- Livro histórico: Atos dos Apóstolos
- Epístolas paulinas: Romanos, 1 Coríntios, 2 Coríntios, Gálatas, Efésios, Filipenses, Colossenses, 1 Tessalonicenses, 2 Tessalonicenses, 1 Timóteo, 2 Timóteo, Tito, Filémom, Hebreus
- Epístolas gerais: Tiago, 1 Pedro, 2 Pedro, 1 João, 2 João, 3 João, Judas
- Apocalipse

A Vulgata Clementina e a Bíblia Douay Rheims original também incluíam em apêndice três livros não-canônicas a fim de que não perecessem com o tempo: Prece de Manassés, 3 Esdras e 4 Esdras. 

## Direito canônico
Em outro sentido, uma "Bíblia Católica" é uma Bíblia publicada de acordo com as prescrições do direito canônico católico, que afirma:
"Livros das Escrituras Sagradas não podem ser publicados a menos que a Sé Apostólica ou a conferência dos bispos os aprovem. Para a publicação de suas traduções no vernáculo, também é necessário que sejam aprovados pela mesma autoridade e fornecidos com anotações necessárias e suficientes..."
— Canon 825 do Código de Direito Canônico de 1983

## Princípios de tradução
Sem diminuir a autoridade dos textos dos livros da Escritura nas línguas originais, o Concílio de Trento declarou a Vulgata a tradução oficial da Bíblia para a Igreja latina, mas não proibiu a realização de traduções diretamente das línguas originais. Antes de meados do século 20, as traduções católicas eram muitas vezes feitas a partir desse texto e não das línguas originais. Assim, Ronald Knox, o autor do que tem sido chamado de Bíblia Knox, escreveu: "Quando falo em traduzir a Bíblia, quero dizer traduzir a Vulgata". Hoje, a versão da Bíblia que é usada em documentos oficiais em latim é a Nova Vulgata, mas a Vulgata Clementina continua sendo usada nas liturgias de rito tradicional.
O texto original da Bíblia é, segundo os católicos, "escrito pelo próprio autor inspirado e tem mais autoridade e maior peso do que qualquer tradução, mesmo a melhor, antiga ou moderna".
Os princípios expostos na encíclica Divino afflante Spiritu do Papa Pio XII sobre exegese ou interpretação, como nos comentários da Bíblia, aplicam-se também à preparação de uma tradução. Estes incluem a necessidade de familiaridade com as línguas originais e outras línguas cognatas, o estudo de códices antigos e até fragmentos de papiro do texto e a aplicação a eles de crítica textual, "para assegurar que o texto sagrado seja restaurado o mais perfeitamente possível, purifique-se das corrupções devidas ao descuido dos copistas e liberte-se, na medida do possível, de glosas e omissões, do intercâmbio e repetição de palavras e de todos os outros tipos de erros, que costumam fazer seu caminho gradualmente em escritos transmitidos através de muitos séculos".

## Diferenças dos lecionários católicos
Os lecionários para uso na liturgia diferem um pouco no texto das versões bíblicas nas quais se baseiam. Muitas liturgias, incluindo a romana, omitem alguns versículos nas leituras bíblicas que usam.
Outra diferença diz respeito ao uso do tetragrama. Yahweh aparece em algumas traduções da Bíblia, como a Bíblia de Jerusalém (1966) em todo o Antigo Testamento. A tradição judaica e cristã de longa data sustenta que o nome não deve ser falado em adoração ou impresso em textos litúrgicos por reverência. Uma carta de 2008 da Congregação para o Culto Divino e a Disciplina dos Sacramentos proíbe explicitamente o uso do nome em textos de adoração, afirmando: "Para a tradução do texto bíblico em línguas modernas, destinado ao uso litúrgico da Igreja, o que já prescreve o n. 41 da Instrução Liturgiam authenticam, isto é, o tetragrama divino deve ser traduzido pelo equivalente de Adonai / Kyrios; Lord, Signore, Seigneur, Herr, Señor, etc.
Atualmente, há apenas um lecionário relatado em uso que corresponde exatamente a uma tradução da Bíblia católica impressa: o lecionário Ignatius Press baseado na Versão Padrão Revisada, Segunda Edição Católica (ou Ignatius) (RSV-2CE) aprovada para uso litúrgico nas Antilhas e por antigos anglicanos nos ordinariatos pessoais.
Em 2007, a Catholic Truth Society publicou a "CTS New Catholic Bible", consistindo do texto original da Bíblia de Jerusalém de 1966 revisado para corresponder ao seu uso em lecionários na maioria dos países de língua inglesa, em conformidade com as diretrizes da Congregação para o Culto Divino e o Disciplina dos Sacramentos e Pontifícia Comissão Bíblica.
Em 2012, a Conferência dos Bispos Católicos dos Estados Unidos "anunciou um plano para revisar o Novo Testamento da New American Bible Revised Edition para que uma única versão possa ser usada para oração individual, catequese e liturgia" nos Estados Unidos. Depois de desenvolver um plano e orçamento para o projeto de revisão, os trabalhos começaram em 2013 com a criação de um conselho editorial composto por cinco pessoas da Catholic Bible Association (CBA). A revisão está em andamento e, após as necessárias aprovações dos bispos e do Vaticano, deverá ser feita por volta do ano de 2025.

## Diferenças de outras Bíblias cristãs
As Escrituras usadas pelos católicos diferem no número e na ordem dos livros daqueles tipicamente encontrados nas versões usadas pelos protestantes. Assim, o cânone católico toma por base a versão da Septuaginta grega e o cânone protestante tradicionalmente considera como inspirados a versão da Bíblia Hebraica.
Sendo assim, o cânone católico considera como inspirados os livros deuterocanônicos (Baruque, Sirácida ou Eclesiástico, 1 Macabeus, 2 Macabeus, Tobias, Judite, Sabedoria de Salomão e suplementos de Daniel e Ester) e para o protestantismo eles não são considerados canônicos. Embora, os considerem não inspirados, muitas bíblias protestantes tradicionalmente incluem esses livros e outros como uma seção intertestamentária conhecida como apócrifos, por exemplo, a versão King James com apócrifos.
Como tal, seu cânone de textos do Antigo Testamento é um pouco maior do que nas versões usadas pelos protestantes, que baseam-se na Bíblia Hebraica tradicionalmente usada pelos judeus. 
Por outro lado, seu cânone, que não aceita todos os livros que estão incluídos na Septuaginta, é mais curto do que o de algumas igrejas da ortodoxia oriental e oriental, que reconhecem outros livros como escritura sagrada. De acordo com a Igreja Ortodoxa Grega, "A tradução dos Setenta [a Septuaginta] foi para a Igreja a Bíblia Apostólica, à qual tanto o Senhor quanto Seus discípulos se referem. [...] Goza de autoridade e prestígio divinos como a Bíblia da Igreja indivisível dos primeiros oito séculos. Constitui o Antigo Testamento, o texto oficial de nossa Igreja Ortodoxa e permanece o texto autêntico pelo qual foram feitas as traduções oficiais do Antigo Testamento das outras Igrejas Ortodoxas irmãs; foi o instrumento divino do evangelismo pré-Cristo e foi a base da Teologia Ortodoxa."  A Igreja Ortodoxa Grega geralmente considera o Salmo 151 como parte do Livro dos Salmos, a Oração de Manassés como o capítulo final de 2 Crônicas, e aceita os "livros dos Macabeus" como quatro em número, mas geralmente coloca 4 Macabeus em um apêndice. 
A Bíblia das Igrejas Tewahedo difere das Bíblias ortodoxas ocidentais e gregas na ordem, nomenclatura e divisão de capítulo/verso de alguns dos livros. O cânon bíblico "estreito" da Etiópia inclui 81 livros no total: Os 27 livros do Novo Testamento; os livros do Antigo Testamento encontrados na Septuaginta e que são aceitos pelos ortodoxos orientais (mais numerosos que os livros deuterocanônicos católicos);  e, além disso, Enoque, Jubileus, 1 Esdras, 2 Esdras, Paralipômenos de Baruque e 3 livros de Macabeus Etíopes (livros etíopes de Macabeus inteiramente diferentes em conteúdo dos 4 Livros de Macabeus dos ortodoxos orientais). Um cânon etíope "mais amplo" do Novo Testamento inclui 4 livros de "Sinodos" (práticas da igreja), 2 "Livros da Aliança", "Clemente Etíope" e "Didascalia Etíope" ( Ordenanças da Igreja Apostólica ). Este cânone "mais amplo" às vezes é dito incluir com o Antigo Testamento uma história de 8 partes dos judeus baseada nos escritos de Flávio Josefo, e conhecido como "Pseudo-Josephus" ou "Joseph ben Gurion" ( Yosēf walda Koryon ) .